# Fontevraud-l'Abbaye
Fontevraud-l'Abbaye é uma comuna francesa que fica próxima de Chinon, em Anjou, na França, e que foi construída entre 1110 e 1119. Nesta localidade está situada a Abadia de Fontevraud.

## História
Na carta de Cassini sobre a França, entre 1756 e 1789, a vila está identificada sob o nome de "FontEvrauld".